# Gaosi (köping i Kina, Sichuan)
Gaosi (kinesiska: 高寺镇, 高寺) är en köping i Kina. Den ligger i provinsen Sichuan, i den sydvästra delen av landet, omkring 89 kilometer sydost om provinshuvudstaden Chengdu. Antalet invånare är 21 696. Befolkningen består av 10 495 kvinnor och 11 201 män. Barn under 15 år utgör 16,0 %, vuxna 15-64 år 65 %, och äldre över 65 år 17,0 %.
Genomsnittlig årsnederbörd är 1 238 millimeter. Den regnigaste månaden är juli, med i genomsnitt 335 mm nederbörd, och den torraste är december, med 8 mm nederbörd.